# Коридор
Коридо́р (от фр. corridor или нем. korridor или ит. corridoio) — длинный проход внутри здания или жилого помещения, соединяющий комнаты на одном этаже.
Коридоры, наряду с комнатами, которые они соединяют и лестницами, служащими для перехода между этажами, являются основными элементами, из которых складывается внутренняя планировка здания.
Для того, чтобы появилась необходимость в коридоре, должна уже сложиться сложная структура архитектурного сооружения с делением на комнаты. Наличие в жилище коридора — достаточно поздняя архитектурная традиция: так, коридоры (или же другая буферная зона между улицей и комнатами, такая, как прихожая или сени) распространены в традиционных жилищах русских и украинцев, но отсутствуют у народов Кавказа.

## Галереи и пассажи
Если первоначально функция коридора была сугубо утилитарной: защита от холода, воров и нападения врагов, то с развитием городской инфраструктуры его функции начинают изменяться. Так, в богатых древнеримских виллах появляется новый тип коридора — освещённые с обеих сторон галереи-криптопортики.
В городских домах тесных средневековых городов места для коридора, как правило, не оставалось, и большинство комнат в них были проходными.
В палаццо эпохи Возрождения множество комнат строилось вокруг внутреннего дворика, а роль коридора играли обращённые в этот двор открытые галереи. Важным новшеством в городском строительстве был коридор Вазари построенный по заказу семьи Медичи, соединяющий Палаццо Веккьо с Палаццо Питти и построенный в целях обеспечения безопасности правителей Флоренции.
Такие галереи становятся модными во Франции и в Англии, где в силу более холодного климата они стали удобным местом для прогулок. Так, в 1595 году по приказу Генриха IV начинают возводить галерею, соединяющую Лувр с дворцом Тюильри. В загородных французских дворцах наружную стену начинают прорезать большими доходящими почти до пола окнами, а в английских над подобной галереей идущей по первому этажу стали строить второй этаж галереи.
Во Франции, где традиция крытых для удобства торговли улочках возникла ещё в Средневековье, после Великой французской революции на конфискованных у частных владельцев и церквей узких городских участках начали обустраивать торговые пассажи.

## Коридоры в жилых помещениях

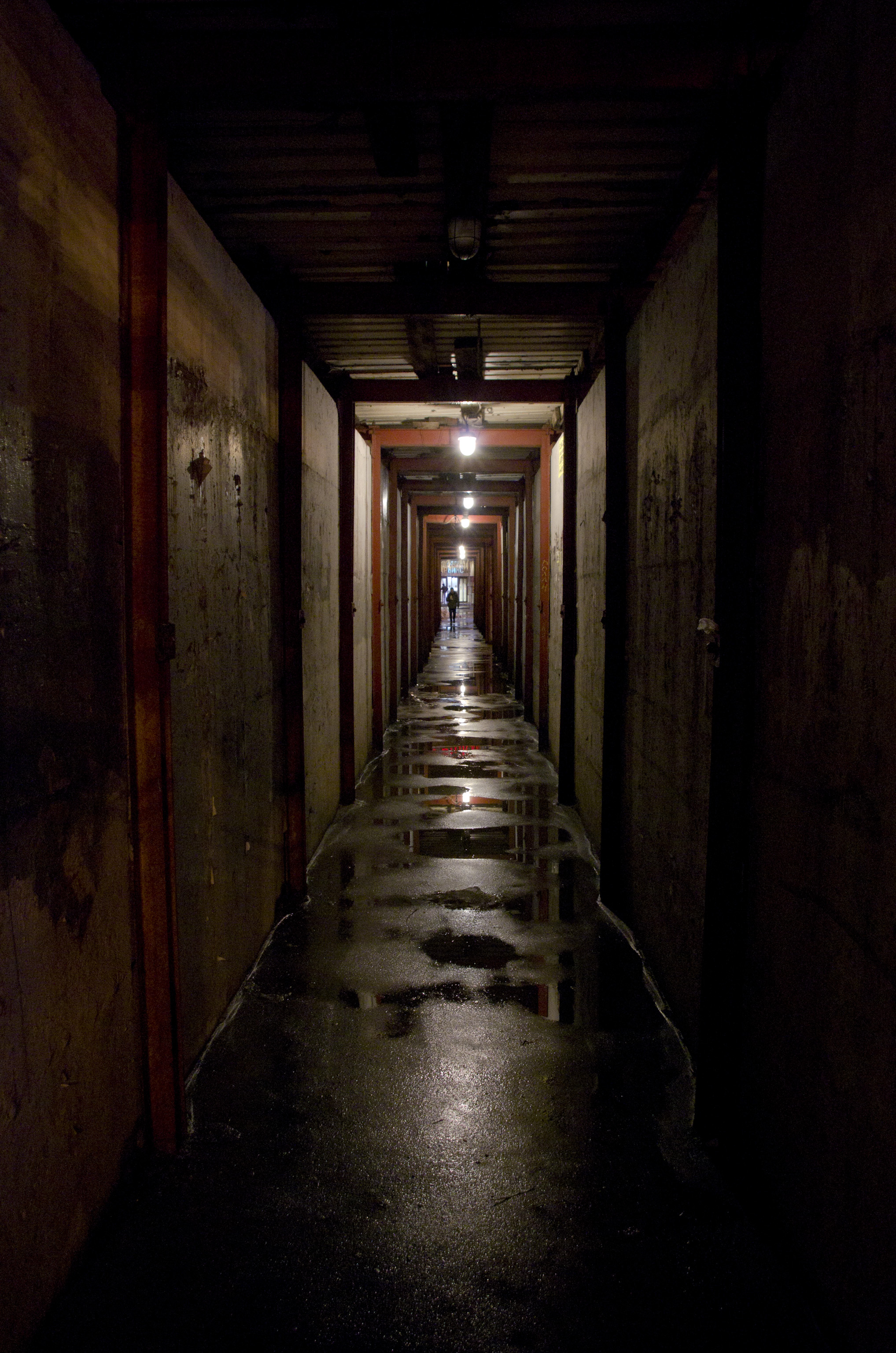
Коридор

В самой распространённой планировке квартир русских доходных домов XIX века, ставших в то время основным видом городского жилья, коридор связывал все жилые и нежилые комнаты, хотя попасть из прихожей в кабинет или гостиную (за которой анфиладой и располагались жилые комнаты) можно было и напрямую.
Коридоры, куда выходят двери номеров становятся основной планировкой гостиницы. Согласно словарю Даля с коридорами гостиниц была связана должность коридорного — наблюдавшего за номерами служителя.
В современной городской квартире коридор нередко совмещён с прихожей, а в т. н. хрущёвках коридоры зачастую отсутствовали (комната, игравшая роль гостиной, была проходной).

## В культуре
Протяжённое, промежуточное пространство коридора в искусстве может символизировать переход, будь то переход между жизнью и смертью, сном и явью, или вообще переход между мирами или состояниями человеческой души. Именно в таком качестве встречается коридор в «Попытке комнаты» Марины Цветаевой.
Фраза «Коридоры кончаются стенкою, А тоннели выводят на свет» из «Баллады о детстве» Высоцкого приобрела статус крылатого выражения.